# Radu V. Afumatski
Radu V. Afumatski (romunsko Radu de la Afumați, Radu Afumatski ali Radu al V-lea, Radu V)  je bil vlaški knez, ki  je z nekaj prekinitvami na začetku vladavine vladal od janarja 1522 do aprila 1529, * okrog 1493, † 2. januar 1529.
Vladanje je začel z zmago nad Mehmed begom, pretendentom za vlaški prestol.  Od leta 1522 do 1525 se je vojskoval z Osmani, ki so podpirali Vladislava III. in Raduja Bădica, oba kandidata za vlaški prestol. Napis na njegovem nagrobniku našteva kar dvajset bitk, v katerih je sodeloval. 2. januarja 1529 je bil v cerkvi v  Cetățuiai v bližini Râmnicu Vâlceae obglavljen. Pokopan je v stolnici v Curteai de Argeș.

## Ime
Vzdevek Afumatski je dobil zaradi svojih posesti v Afumatiju v pokrajini Ilfov v sedanji južni Romuniji. Posesti na nasledil po svojem starem očetu Vladu Menihu (vladal 1482-1495).  Da bi ga laže razlikovali od drugih knezov z imenom Radu, so mu dali tudi druge vzvevke: Radu  Vodă (Mlajši), po smrti pa zaradi vojaških uspehov proti Osmanskemu cesarstvu Radu Hrabri. Po mestu, v katerem je bil umrčen, se imenuje tudi Radu Ramniški.

## Družina
Radu Afumatski je bil iz Drakulove  rodbine, sin vlaškega kneza Raduja IV. Velikega in kneginje Kataline. Imel je sestri Katarino in Bobo.
Njegova prva žena, Vojka, je bila hčerka vornika Vlajkuja Buscanskega. Umrla je leta 1525. Z njo je imel tri otroke: Vlada, ki je bil skupaj z njim usmrčen leta 1529, in hčerki Anko, poročeno z bojarjem Udriștem iz Mărginenija, in Neacșo.
21. januarja 1526 se je poročil s kneginjo Ruksandro, hčerko Neagoea Basaraba. Ruksandra se je po njegovi smrti poročila z vlaškim knezom Radujem  Paisiejem.
Vlaški knezi so bili tudi trije njegovi polbrati: Radu Bădica (1523–1524), Radu Paisie (1535–1545, s prekinitvami) in Mircea Pastir (1545–1552, 1553–1554, 1558–1559).

## Vladanje
Radu Afumatski je postal vlaški knez kljub temu, da je osmanski sultan podpiral nikopolskega pašo Mehmed beja, vlaškega odpadnika, ki se je v zameno za oblast spreobrnil v islam. Radu je januarja 1522 pri Glubavi porazil Mehmed bejevo vojsko in zasedel knežji prestol. Njegova prva listina, ki  je bila napisana februarja 1522 v Târgoviştu, vsebuje potrditev lastništva romunske pravoslavne cerkve nad posestvom  Drăgoteşti. V njej se naslavlja Gospod cele države ogrsko-vlaške.
Bitke za ohranitev neodvisnosti so se nadaljevale še več mesecev. V tem času je zmagal v bitkah pri Stefeniju na cesti med Bukarešto in Giurgiujem in Clejaniju (obe februarja) ter Ciocăneștiju in Snagovu (marca 1522). Aprila 1522 je bil prisiljen pobegniti v Transilvanijo, kjer je od kralja Ludvika II. Ogrskega za nagrado za borbo proti Osmanom dobil posestvi Vurpăr in Vințu de Jos.  
Junija se je z vojaško podporo  transilvanskega vojvode Ivana Zapolje vrnil čez Karpate in ponovno osvojil vlaški prestol. Vzpostavil je domačo državno upravo in po bitki pri Grumaziju izgnal Osmane iz države. Mehmed bej je poleti 1522 napadel Vlaško s svežo vojsko. Radujeva vojska je kljub zmagam v  Gherghiți, Bukarešti in Slatini oslabela, Osmani pa so dobili okrepitve in Radu je moral ponovno pobegniti. 15. avgusta 1522 je oblast v Vlaški prevzel Mehmed bej. Svojo avtoriteto je poskušal uveljaviti z režimom absolutnega terorja, ki je trajal do jeseni 1522. Oktobra sta se vojski ponovno udarili pri Rucărju, kjer je Radu zaradi boljše organizacije in taktike ponovno zmagal. Konflikti so se ponovno začeli spomladi 1524, ko je Vladislav III. iz družine Dănești zahteval vlaški prestol zase.
Avgusta 1526 je Ogrska v bitki pri Mohaču doživela katastrofalen poraz in se sesula. Osrednji del kraljestva je okupiralo Osmansko cesarstvo. Kneževini Vlaška in Moldavija sta bili zdaj skoraj v celoti obdani z osmanskimi posestmi.

## Smrt
Konec leta 1528 se mu je skupina bojarjev pod vodstvom Neagoe in Drăgana uprla. Radu je pobegnil na zahod in iskal zatočišče pri družini Craiovești. V bližini Râmnicu Vâlceae so ga ujeli in ga  2. januarja 1529 skupaj s sinom Vladom v cerkvi v Cetățuiai usmrtili. Njuni glavi so poslali sultanu na dvor v Istanbulu, knezovo telo pa so 4. januarja pokopali v stolnici v Curteai de Argeș. Star je bil 35-36 let in je vladal sedem let. 